# Thomas Currie Rivulet
Das Thomas Currie Rivulet ist ein Bach im Westen des australischen Bundesstaates Tasmanien. 

## Geografie

### Bachlauf
Der etwas mehr als zehn Kilometer lange Bach entspringt an den Westhängen des Conglomerate Peak östlich des Macquarie Harbour und fließt nach Nordwesten. Rund zwei Kilometer südlich der Siedlung Rinadeena mündet er in den King River.

### Nebenflüsse mit Mündungshöhen
Er hat folgende Nebenflüsse:
- Garfield River – 67 m